# Офіційний перелік регіонально рідкісних рослин Чернігівської області
Офіційний перелік регіонально рідкісних рослин Чернігівської області — список, що містить перелік видів рослин, які не занесені до Червоної книги України, але є рідкісними або такими, що перебувають під загрозою зникнення на території Чернігівської області.

## Положення про Перелік
Варіант наведеного переліку затверджено Чернігівською обласною радою на Х сесії XXIII скликання рішенням від 20 січня 2000 року. До нього входять 50 видів судинних рослин, які постійно або тимчасово перебувають чи зростають у природних умовах на території Чернігівської області.
Занесені до Переліку види рослин підлягають особливій охороні на всій території області.
Охорона та відтворення видів рослин, занесених до Переліку, запезпечується шляхом:
- встановлення особливого правового статусу видів рослин, що перебувають під загрозою зникнення, врахування вимог щодо їх охорони під час розробки нормативних актів;
- систематичної роботи по виявленню місць їх перебування та зростання, проведення постійного спостереження (моніторингу) за станом популяцій та необхідних наукових досліджень з метою розробки наукових основ їхньої охорони та відтворення;
- створення на територіях, де вони зростають, системи заповідних та інших об'єктів, що особливо охороняються;
- проведення широкої виховної роботи серед населення.

Підставою для занесення до Переліку певного виду рослин є дані про чисельність, динаміку, ареал і зміни умов існування, що підтверджують необхідність вжиття термінових заходів їхньої охорони.
Добування занесених до Переліку видів рослин, що не занесені до Червоної книги України, їх плодів, насіння, частин або продуктів цих рослин здійснюється лише за дозволом Держуправління екобезпеки в області на підставі затверджених лімітів. Ліміти розподіляються в межах нормативів, затверджених Мінекобезпеки України.

## Перелік
| № п/п | Українська назва виду    | Біномінальна назва виду                                 |
| ----- | ------------------------ | ------------------------------------------------------- |
| 1     | Аденофора лілієлиста     | Adenophora lilifolia (L.) A.DC.                         |
| 2     | Андромеда багатолиста    | Andromeda polifolia L.                                  |
| 3     | Анемона лісова           | Anemone sylvestris L.                                   |
| 4     | Анемона дібровна         | Anemone nemorosa L.                                     |
| 5     | Астрагал пісковий        | Astragalus arenarius L.                                 |
| 6     | Багатоніжка звичайна     | Polypodium vulgare L.                                   |
| 7     | Багно звичайне           | Ledum palustre L.                                       |
| 8     | Багаторядник шипуватий   | Polystichum aculeatum (L.) Roth.                        |
| 9     | Верба лапландська        | Salix lapponum L.                                       |
| 10    | Верба мирзинолиста       | Salix myrsinifolia Salisb.                              |
| 11    | Вільха сіра              | Alnus incana (L.) Moench.                               |
| 12    | Вишня кущова             | Cerasus fruticosa (Pall.) Woron                         |
| 13    | Вужачка звичайна         | Ophioglossum vulgatum L.                                |
| 14    | Гіацинтик блідий         | Hyacinthella leucophaea (C.Roch.) Schur.                |
| 15    | Голокучник дубовий       | Gymnocarpium dryopteris (L.) Newm.                      |
| 16    | Горицвіт весняний        | Adonis vernalis L.                                      |
| 17    | Гронянка багатороздільна | Botrychium multifidum (S.G.Gmel.) Rupr.                 |
| 18    | Грушанка зеленоцвіта     | Pyrola chlorantha Sw.                                   |
| 19    | Грушанка мала            | Pyrola minor L.                                         |
| 20    | Журавлина болотна        | Oxycoccus palustris Pers.                               |
| 21    | Еремогоне скельна        | Eremogone saxatilis (L.) Ikonn.                         |
| 22    | Косарики черепитчасті    | Gladiolus imbricatus L.                                 |
| 23    | Латаття сніжно-біле      | Nymphaea candida J. et C.Presl.                         |
| 24    | Льон жовтий              | Linum flavum L.                                         |
| 25    | Медунка вузьколиста      | Pulmonaria angustifolia L.                              |
| 26    | Мучниця звичайна         | Arctostaphylos uva-ursi (L.) Spreng.                    |
| 27    | Оман високий             | Inula helenium L.                                       |
| 28    | Осока Гартмана           | Carex hartmanii Cajand                                  |
| 29    | Осока трясучковидна      | Carex brizoides L.                                      |
| 30    | Осока гірська            | Carex montana L.                                        |
| 31    | Осока багнова            | Carex limosa L.                                         |
| 32    | Осока ситничковидна      | Carex juncella (Fries) Th.Fries                         |
| 33    | Очиток пурпуровий        | Sedum purpureum (L.) Schult.                            |
| 34    | Очиток шестирядний       | Sedum sexangulare L.                                    |
| 35    | Перстач білий            | Potentilla alba L.                                      |
| 36    | Півники сибірські        | Iris sibirica L.                                        |
| 37    | Проліска дволиста        | Scilla bifolia L.                                       |
| 38    | Проліска сибірська       | Scilla siberica Haw.                                    |
| 39    | Різуха велика            | Najas major All.                                        |
| 40    | Рдесник альпійський      | Potamogeton alpinus Bald.                               |
| 41    | Ряска горбата            | Lemna gibba L.                                          |
| 42    | Ряст Маршалла            | Corydalis marschalliana Pers.                           |
| 43    | Синюха голуба            | Polemonium caeruleum L.                                 |
| 44    | Сон широколистий         | Pulsatilla latifolia Rupr.                              |
| 45    | Страусове перо           | Matteuccia struthiopteris (L.) Njd.                     |
| 46    | Суниці мускусні          | Fragaria moschata (Duch.) Weston                        |
| 47    | Тирлич звичайний         | Gentiana pneumonanthe L.                                |
| 48    | Щитник австрійський      | Dryopteris austriaca (Jacq.) Woynar ex Schinz et Thell. |
| 49    | Щитник гребенястий       | Dryopteris cristata (L.) A.Gray                         |
| 50    | Яловець звичайний        | Juniperus communis L.                                   |